# Rosario misionero

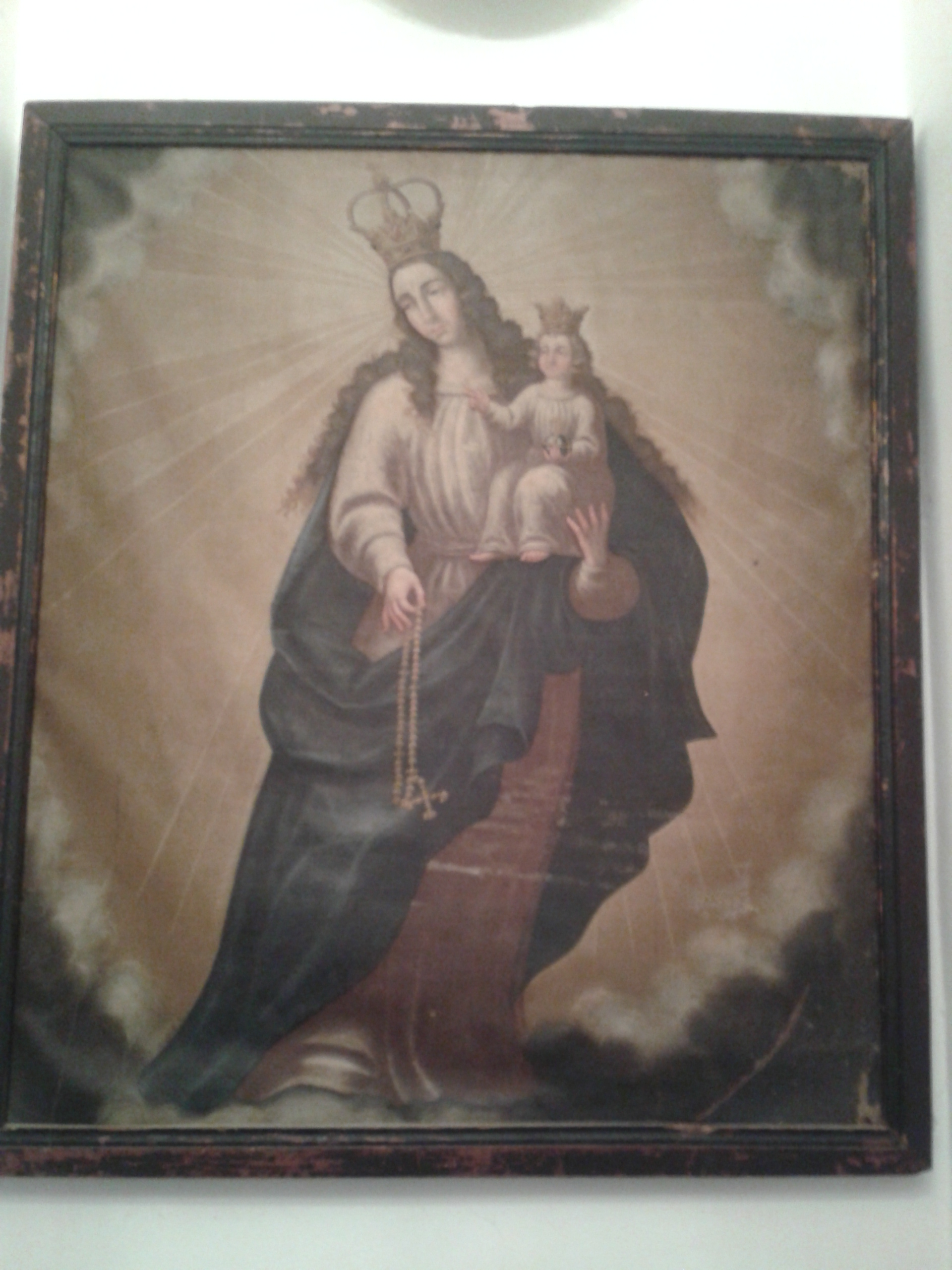
Virgen del Rosario con Niño,, óleo sobre lienzo

El rosario misionero es una forma especial de rezar el rosario. A mediados del siglo XX el obispo estadounidense, Monseñor Fulton Sheen, ideó este “Rosario Misionero”. El papa Juan XXIII fue uno de sus principales devotos. Su Santidad rezaba el Rosario Misionero todos los días por el mundo entero, dedicando una decena a cada continente: Unidad entera y lo hago al rezar el Santo Rosario Misionero: La primera decena por África, la segunda por América, la tercera por Europa, la cuarta por Oceanía y la quinta por Asia".

## Estructura

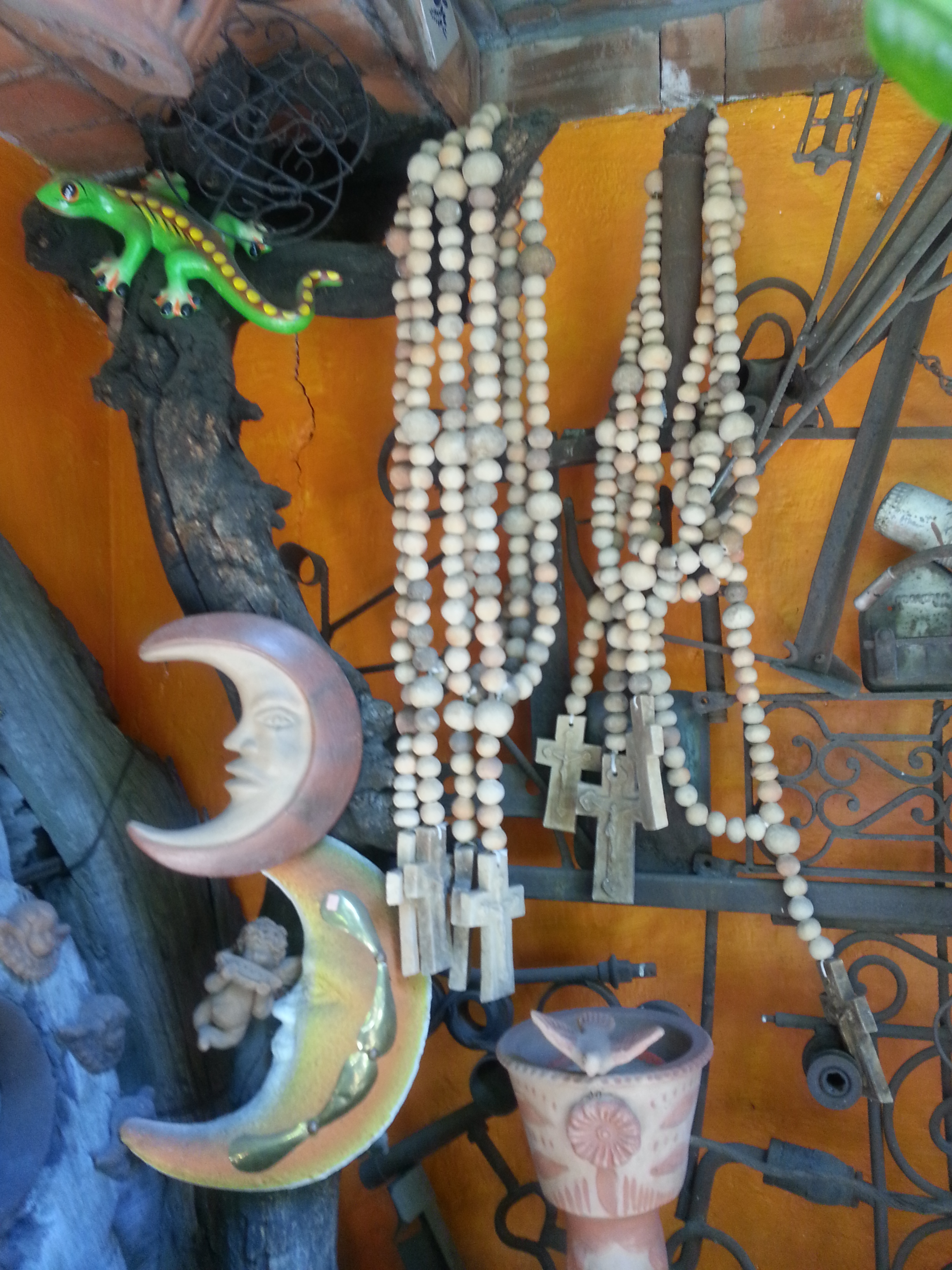
Rosarios gigantes hechos de barro. Metepec, Estado de México

A diferencia del rosario común, este cuenta con cinco colores diferentes de cuenta
1. El primero: es de color verde y se reza por África. El color verde, recuerda las verdes selvas de este continente.

1. El segundo: es de color rojo y se reza por América. El color rojo, recuerda a las personas originarias del continente a las que se les relacionaba con este color de piel.

1. El tercero: es de color blanco y se reza por Europa. El color blanco, recuerda a la raza blanca, originaria de este continente y al color de las vestiduras del Papa, que también tiene en él su sede.

1. El cuarto: de color azul y se reza por Oceanía. El color azul nos habla de Oceanía, con sus miles de islas esparcidas en las azules aguas del Océano Pacífico.

1. El quinto: finalmente, es de color amarillo y se reza por los habitantes de Asia. El color amarillo trae a la memoria el Asia, poblado en gran parte por razas de este color.[2]

El rezo, básicamente, no difiere en mucho. Las tres últimas Ave Marías son:
1. Dios te salve María, hija de Dios Padre; Virgen Santísima Antes del parto; en Tus Manos ponemos nuestra Fe para que la ilumines; llena eres de gracia.
2. Dios te salve María, Madre de Dios Hijo; Virgen Santísima Durante del parto; en Tus Manos ponemos nuestra Esperanza para que la alientes; llena eres de gracia.
3. Dios te salve, esposa de Dios Espíritu Santo; Virgen Santísima Después del parto; en Tus Manos, ponemos nuestra Caridad, para que la inflames; llena eres de gracia Dios te salve María; templo y Sagrario de la Santísima Trinidad; Virgen concebida sin pecado original. Dios te salve reina y Madre de Misericordia.

Al final de cada misterio se añade la jaculatoria: "¡Santa María Reina de las Misiones; ruega al Señor Jesús por nosotros!". O bien podría ser ¡Santa María, reina de las misiones! ruega por nosotros. ¡Sagrado Corazón de Jesús; en vos confío!.O ya bien ¡Santa María, ruega por nosotros y por ellos!
name="rosario.catholic_1">http://www.rosario.catholic.net/index.php?id=10</ref>

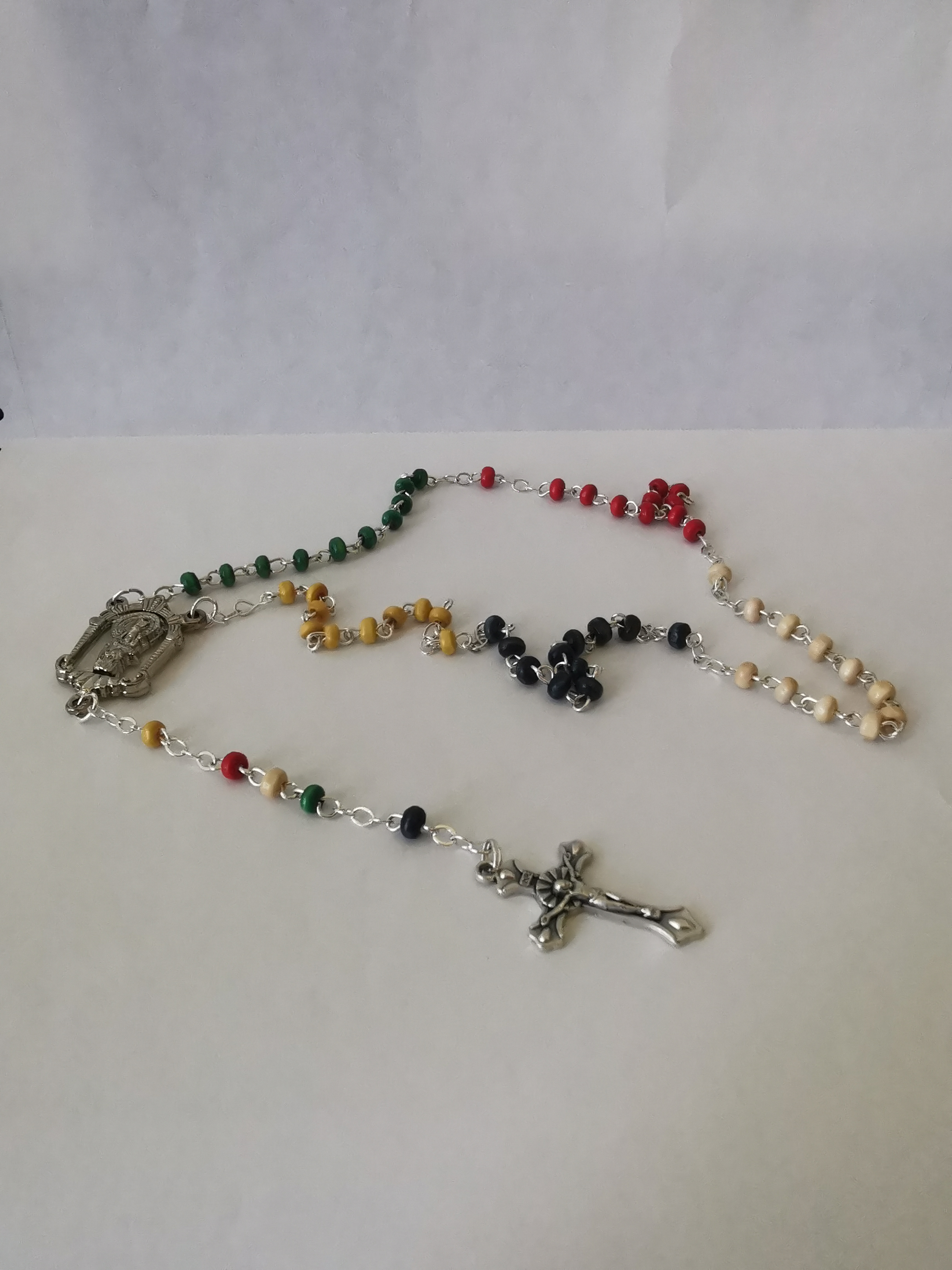
Rosario Misionero de San José de la Montaña

## Oración
- Se Inicia con la señal de la santa cruz
- Se reza un padre nuestro y 10 ave María
- se reza un padre nuestro y 10 ave María
- se reza un padre nuestro y 10 ave María
- se reza un padre nuestro y 10 ave María
- se reza un padre nuestro y 10 ave María

Las 3 Ave Marías finales se rezan para que en nuestra estirpe aumente el espíritu misionero y sobre todo para levantar muchas vocaciones sacerdotales y religiosas y de laicos misioneros. Al acabar el Rosario Misionero, de las que se  ha rodeado el mundo entero, abrazando a todos los continentes y a todos los hombres en una gran oración universal. gracias